# Mangareva
Mangareva is het hoofdeiland van de Gambiereilanden in Frans-Polynesië. Ook de hoofdplaats van deze eilandengroep Rikitea ligt op het hoofdeiland. Hier is het administratief centrum van gemeente Gambier. Mangareva ligt 1590 km ten zuidoosten van Tahiti. Het eiland is 8 km lang en 1,3 km breed en heeft een oppervlakte van  15,4 km2. De lagune rondom het eiland heeft een doorsnede van 25 km en hierin liggen de eilanden Aukena, Akamaru, Kamaka, Taravai en diverse onbewoonde atollen.

## Geschiedenis
Mangareva is mogelijk al rond 800 na Chr. door de Polynesiërs gekoloniseerd. De lagune waarin de eilanden lagen waren rijk aan vissoorten en de vulkanische eilanden met hun heuvels hielden genoeg regenwater vast, zodat er stroompjes en bronnen met zoet water genoeg op de eilanden aanwezig bleef voor landbouw. Het eiland was aanvankelijk dicht bebost. Het eilandgebied was een koninkrijk en er werd tot 1450 handel gedreven met de bevolking van omliggende eilanden tot aan Pitcairn. Door ontbossing en ecologische uitputting en de introductie van onder andere Polynesische ratten (Rattus exulans), kon het eiland niet meer genoeg voedsel opbrengen voor de gegroeide bevolking. Bovendien ontbraken daarna grote bomen waaruit zeegaande kano's konden worden gemaakt. Zeegaande kano's gaven de bewoners de kans om nieuwe hulpbronnen aan te spreken en kennis en goederen met bewoners van andere eilanden uit te wisselen. Uit archeologische onderzoekingen zou blijken dat het eiland toen verwikkeld raakte in stammenoorlogen en dat men door eiwitgebrek overging op kannibalisme. Toen in 1797 kapitein James Wilson van de London Missionary Society op het eiland aankwam, hadden de bewoners geen kano's meer maar alleen vlotten. Wilson verzon de naam Gambiereilanden, vernoemd naar de Engelse admiraal die zijn expeditie had mogelijk gemaakt.
In de negentiende eeuw kwamen de Fransen. In 1825 werd het bevolkingsaantal geschat op 1500. Het eiland werd bestuurd door inlandse vorsten (koningen). In 1834 begon het zendingswerk van Franse missionarissen, zij telden toen 2124 zielen. Waarschijnlijk zijn in die periode grote aantallen mensen van de oorspronkelijke bevolking overleden aan infectieziekten die uit Europa door de kolonisator werden overgebracht. Publicaties waarin aantallen van 9000 slachtoffers worden genoemd, zijn waarschijnlijk overdreven. Er zijn daarvoor geen sterke bewijzen. Het eiland werd in 1871 een Frans protectoraat en werd in 1881 geannexeerd door Frankrijk.
Via de luchthaven Totegegie op Mangareva zijn de Gambiereilanden en de Pitcairneilanden met Tahiti en de rest van de wereld verbonden — de bootverbinding tussen Mangareva en de Pitcairneilanden is de enige reguliere manier om als passagier deze laatste eilandengroep te bereiken.

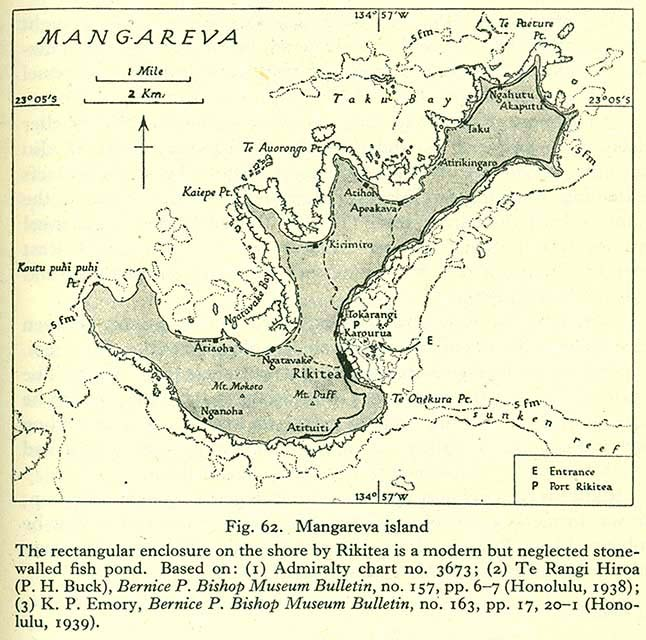
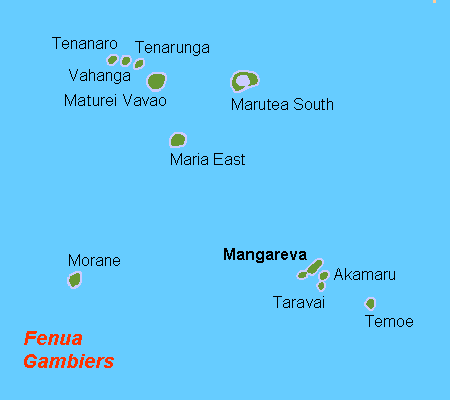

## Ecologie
Op het eiland komen 45 vogelsoorten voor waaronder negen soorten van de Rode Lijst van de IUCN waaronder het witkeelstormvogeltje (Nesofregetta fuliginosa) en de endemische tuamotustrandloper (Prosobonia parvirostris).
Eilanden: Temoe - Mangareva - Aukena - Akamaru - Kamaka - Taravai